# ۱۶۵۱ (میلادی)
۱۶۵۱ (میلادی) هزار و ششصد و پنجاه و یکمین سال تقویم میلادی است.

## رویدادها
- استقلال کشور عمان از پرتغال .

## زادگان
- ۱۰ آوریل – ارنفرید والتر فن چیرنهاوس، ریاضی‌دان آلمانی (د. ۱۷۰۸)
- ۱۲ نوامبر – خوانا اینس د لا کروز، شاعر مکزیکی (د. ۱۶۹۵)